# オスタラ (小惑星)
オスタラ (343 Ostara) は、小惑星帯にある典型的な小惑星である。
1892年11月15日にマックス・ヴォルフがハイデルベルクで発見し、イースターの語源でもあるゲルマン民族の春の女神オスタラにちなんで命名された。